# Lightyear 0
De Lightyear 0 is een door de Nederlandse start-up Lightyear geproduceerde elektrische auto. Het elektrisch motorvoertuig kan zowel via het elektriciteitsnet, alsook via de in de carrosserie geïntegreerde zonnecellen worden opgeladen. Tijdens de gehele ontwikkeling werd het model Lightyear One genoemd.

## Geschiedenis
De oprichters van Lightyear werkten sinds 2016 aan de realisatie van de Lightyear One. Dit is een deel van het team achter de Stella- en Stella Lux-zonneauto's. De ontwikkelingspartner is het Duitse bedrijf EDAG dat gespecialiseerd is in de auto-industrie. In juni 2017 werden er computersimulaties van het voertuig voorgesteld aan het publiek.

### Financiering
Tot en met de zomer van 2019 werd er door middel van crowdfunding-campagnes meer dan € 5 miljoen voor de ontwikkeling ingezameld. Bij een volgende ronde is € 40 miljoen opgehaald. In de zomer van 2022 was het totaalbedrag opgelopen tot een kleine € 185 miljoen.

### Productie
Op 25 juni 2019 werd in de TheaterHangaar in Katwijk een functioneel prototype gepresenteerd. Proeven op de openbare weg met auto's met zonnecellen zijn in de zomer van 2020 gestart. Als prijsindicatie wordt € 250.000 opgegeven.
Op 30 november 2022 is in de Finse fabriek Valmet Automotive de productie van de Lightyear 0 officieel begonnen. Er werd een auto per week geproduceerd.
Echter, werd in januari 2023 besloten om uitstel van betaling aan te vragen voor de productiedeel van Lightyear 0 en te focussen op de productie van Lightyear 2, een goedkoper consumentenmodel. Op 23 januari 2023 werd bekend dat de productie van de Lightyear 0 bij Valmet Automotive gestopt is.

### Faillissement en doorstart
Op 26 januari 2023 werd de fabrikant failliet verklaard, en was het nog onduidelijk of de productie van de Lightyear 2 door kon gaan. Op 20 februari werd bekend dat er € 8 miljoen was opgehaald om een mogelijke doorstart te maken. Het idee was om een nieuw bedrijf op te richten dat de rechten krijgt om de Lightyear 2 te ontwikkelen. Op 3 april bleek dat de curator toestemming had gegeven voor de doorstart. Hij was blij dat ondanks de vele betrokken partijen met verschillende belangen er toch zo snel een akkoord was gesloten. Met het opgehaalde bedrag kon het tot honderd personeelsleden afgeslankte bedrijf een half tot een heel jaar door. Begin oktober 2023 maakte  oprichter Lex Hoefsloot echter bekend, dat het bedrijf zich volledig ging richten op zonnedaken en de ontwikkeling van de auto stopzette.

## Model

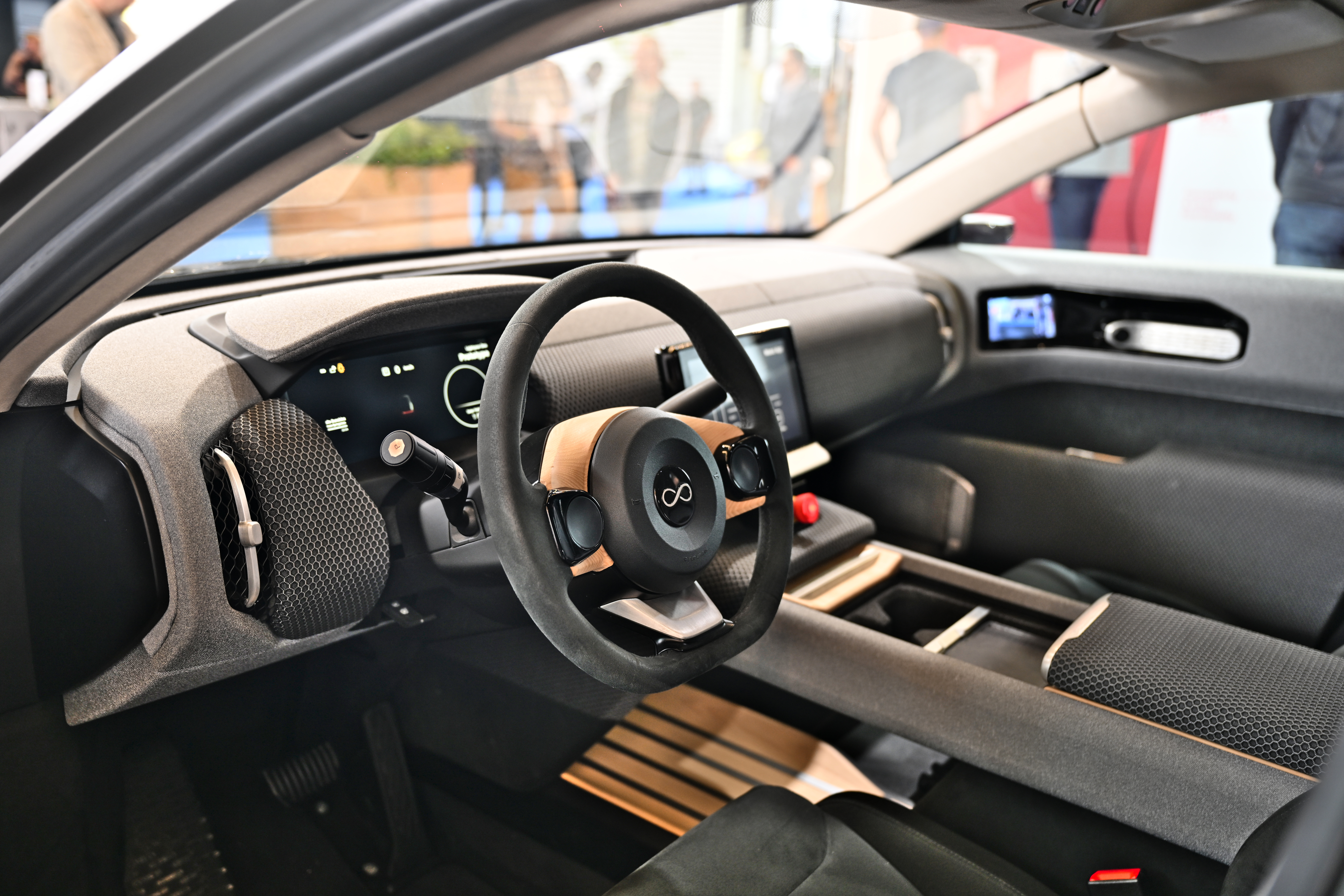
Interieur van het conceptmodel in 2022.

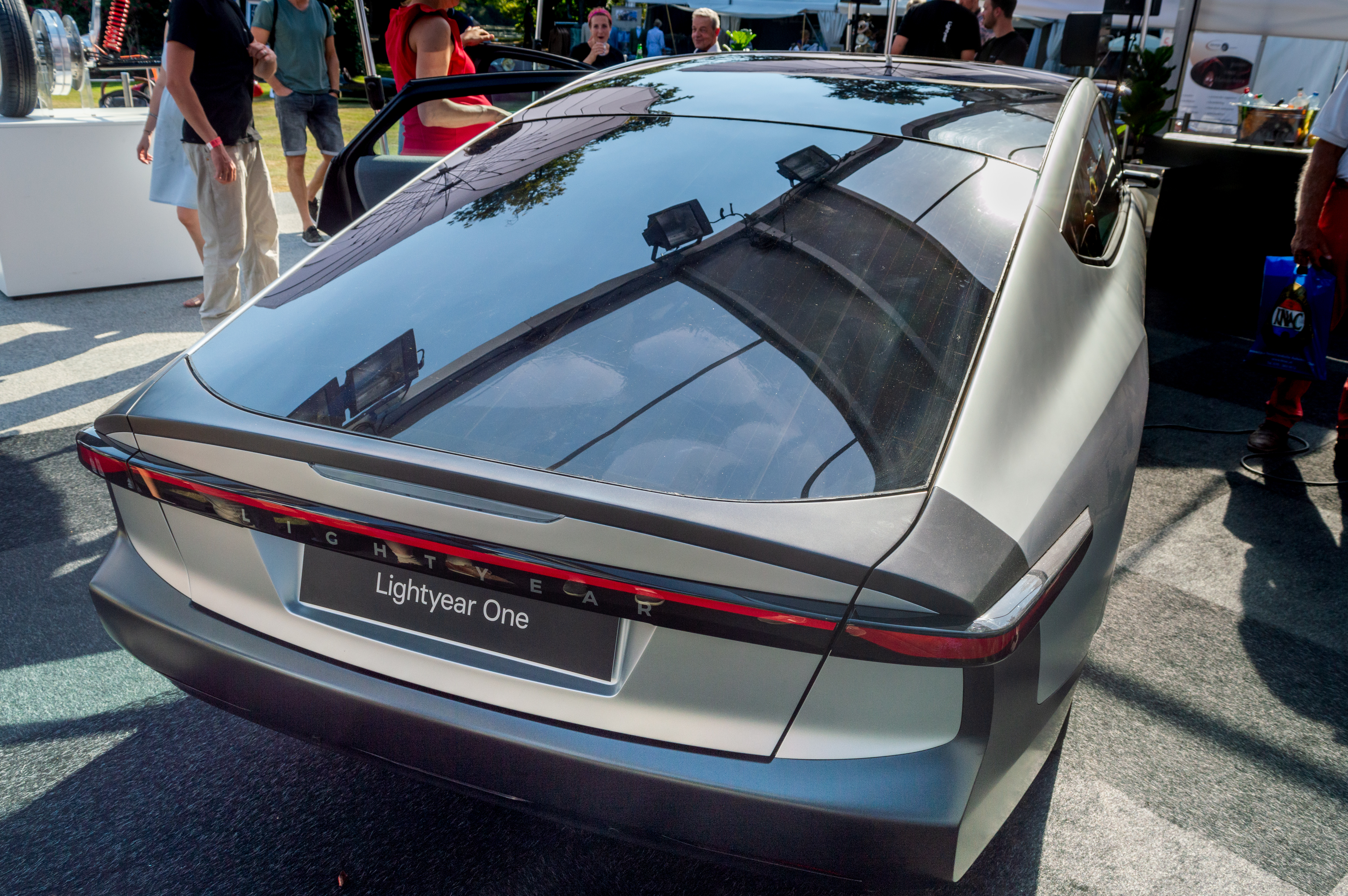
Achterkant van het conceptmodel in 2019.

De Lightyear 0 is een puur elektrische personenwagen, waarvan de batterij niet enkel via het elektriciteitsnet, maar ook door de in de carrosserie geïntegreerde zonnepaneelmodules kan worden opgeladen. Om de actieradius te verhogen, heeft het model een bescheiden hoogte om zo het frontaal oppervlak en dus de luchtweerstand klein te houden. Om de luchtweerstand verder te verkleinen is de achterzijde verlengd voor een betere aerodynamica en zijn buitenspiegels vervangen door camera's.
Het chassis is van aluminium en de carrosserie van koolstofvezel met een Cw-waarde van 0,20. Als aandrijving dienen vier in de wielen geplaatste naafmotoren met een totaal vermogen van 130 kW (177 pk). Het maximumkoppel bedraagt 1720 Nm. Het is een auto met vierwielaandrijving. De maximumsnelheid is tot 160 km/u beperkt. De Lightyear 0 zal over een rijbereik van 625 km (WLTP) beschikken.